# 吉田敬
吉田 敬（よしだ たかし、1973年〈昭和48年〉6月27日 - ）は、日本のお笑いタレント。お笑いコンビブラックマヨネーズのボケ担当。相方は小杉竜一。京都府京都市伏見区出身。吉本興業所属。

## 来歴
京都府京都市伏見区において、当時京阪電気鉄道社員（不動産部勤務）の父親と、看護師の母親との間に長男として生まれ育った。自分より9歳年下の弟がいる。中学1年生まで家庭の事情で親元を離れ、祖父母に育てられた。
少年野球をやっていた頃、ウォーレン・クロマティに憧れていた余り、打席でクロマティの物真似をしたところ、監督に怒られたということもあった。
中学は京都市立藤森中学校に進学する。
少年期から極度の吹き出物体質であり、当時中学生だった吉田はニキビに悩み、通販で「ニキビを消すローラー」を購入。顔にローラーを押し当て顔中のニキビを一気に潰すが、これが原因で現在のようなニキビ跡が顔に残ったという。
高校は京都市立日吉ヶ丘高等学校に進学し弓道部に所属していたが、男子部員6名中唯一の補欠だった。弓の弦でニキビを潰しながら、顔を血まみれにして練習をしていたという。弓道部入部のきっかけが、5日間の合宿の間に憧れの女子（滑り止め含め2人）とどうにかならないかという不純な理由だった。なお、高校の同級生に映画監督の中野量太がいる。
高校卒業後の2年間は大阪でフリーターとして生活しており、パチンコ屋の店員・古紙回収業者・新聞配達員・デパートで靴磨きスプレーの実演販売などさまざまな仕事を10件ほど渡り歩いた。
本来は高校卒業後すぐに芸人になる予定だったが、一緒にNSCに入るつもりだった同級生の和田義浩が芝居の学校に行くと言い出し、しょうがなくフリーター生活を続けていた。1994年、NSCに入学し和田と共に「ツインテール」というコンビ名でデビューするもすぐに解散してしまった。ただし、和田は現在では放送作家として関西テレビ『ウラマヨ!』の構成やブラックマヨネーズのライブに携わるなどしており、二人の関係は至って良好である。
その後、実家の京都に一時帰郷するが、1998年に前々から組みたいと思っていた元「関西キング」の小杉竜一と「ブラックマヨネーズ」を結成。2002年からラジオ番組『ブラックマヨネーズのずぼりらじお』の放送が開始される。2005年、第5回M-1グランプリで優勝。2011年1月6日『なるみ・ブラマヨの叫びまショウ!〜これを知らないなんて!どうかしてるぜ!〜』（ABCテレビ）で初のMC（普段コンビでは小杉が進行役を担当）を務めた。
2013年8月23日元看護師の一般女性と結婚。その一週間後の8月30日に、第一子となる男児が誕生。
2015年、「和歌山 白浜観光大使」に就任。
2018年頃 第二子が誕生していたことを2021年1月2日に放送された自身の放送番組で告白。なお、公表をしていなかった理由として「第一子の時に多くの人からお祝いをしてもらい、とてもうれしかったが、お返しが大変だったから」と述べている。

## プロフィール
- 身長173 cm。体重63 kg。血液型A型。

- 趣味：読書、映画、独り言、競艇、パチンコ[15]、和歌山県の白浜（南紀白浜）旅行[16]。
- 特技：パチンコ（パチプロをしていた時期もあった）[17]。
- 苦手：水泳[18]
- 好きなアーティスト：THE YELLOW MONKEY[19]、T-BOLAN
- 好物：焼酎、鍋焼きうどん、すき焼き[19]。得意料理はチャーハン[3]。
- アレルギー：犬、カニ、エビ、貝類、ソバ、金属[3][20][21]
- 大の阪神ファンである（なお相方の小杉は大の巨人ファン）。

## エピソード
- 吉本ブサイクランキング最高2位（2007・2009年度）。
- 肌荒れは腹の方が酷い（金属アレルギーも持っているため、ベルトのバックルでも荒れる）。しかも本人曰く「アレルギーに負けたくない」ため、つい掻き過ぎてしまい、よく腹と指先が血だらけになっている。故に裸での出演は原則NG[22]。下述の通り吉田をかわいがっていた陣内智則は、そんな吉田を心配し、腹の部分まで隠れるロングトランクスをプレゼントした。喜んだ吉田は「一生このタイプしか履きません」と陣内に言った[23]。
- ブラックマヨネーズを結成した当初、スキンヘッドにしていたことがある。無理矢理個性を付けようとしたということからであり、スキンヘッドにする前はデニス・ロッドマンのように髪をカラフルに染めたり全身にタトゥーを入れようとしたが、小杉に止められて断念した[24]。
- M-1グランプリ優勝した当日に当時付き合っていた彼女を振った。吉田が語ったところによると、優勝決定後は打上げ等が全て終了したのが深夜2時で、すぐに彼女に優勝報告の電話をしたが、「電話が遅い。何してたん? どうせ私のことなんてすぐに捨ててアイドルとかと付き合うんでしょ」とネガティブな発言をされたため、その電話で別れを決意した。その数年後、その彼女から結婚の報告が入った。[25]。
- 家で飲んでいる時にイタズラ電話が掛かってきて、酒の勢いで「文句があるなら家まで来い。住所は○○や!」と本当の住所を言ってしまい、すぐに我に返って恐怖のあまり110番に電話する練習をしながら震えていた[26]。
- 上京してマンションを借りる際、実際には彼女はいないのだが「自分の彼女は車で遊びに来るに違いない」と考え、車も持っていないのにマンションの駐車場を2年間借り続けた。更に、「その彼女は小型犬を飼うに違いない」とペットOKのマンションを選んだが、吉田自身が犬アレルギーのため、部屋の窓を開ける度に息苦しくなった[27]。
- ブラックマヨネーズとしての方向性などを決めているのは基本的に吉田の役割。結成当初、吉田のツッコミに関する細かい指示に小杉は鬱陶しさを感じていたが、指示通りにやった方が、客の反応が良くなることに気づき、指示を受け入れるようになる。また、小杉は吉田の番組や舞台に対する意気込みを、「お笑い根性がある」と評している[12]。
- 小杉が結婚した際、婚姻届の証人になった[28]。
- まだ訪れた事のない父方の墓参りに自主的に行こうと墓の場所を母親に尋ねた際、父方の祖母がまだ生きている事を聞かされそこで初めて知った。2011年当時はまだ生きていたが、その後亡くなった[29]。なお、吉田は幼少の頃は両親の事情から主に祖母に育てられた。その後両親と一緒に住むようになってからは祖母とは疎遠になっていった。その後、久しぶりに母方の祖母に会いに行った時に、自分の名前を間違えて言われてしまい「もう会いに来るか」と腹を立ててその場を去った。その後は一度も会うことの無いまま母方の祖母は亡くなった。吉田は葬式の場で親戚に「おばあちゃんはその時にたまたま名前が思い出せなかった。後でかわいそうなことをしたと泣いていた。見えにくい目でテレビを視て『あれは敬だよね』と繰り返し言っていた」と言ったことを言われ、非常に済まないことをしたと心が揺れ、心から謝りたいと思い続けているという[30]。
- 喫煙者であり[31]、たばこ税の増税に反対している[32]。2017年に厚生労働省が発表した飲食店などの建物内を原則禁煙とする健康増進法改正案について、「そんなもん、店が決める事に決まってるやろうが」と酷評している[33]。
- 大阪維新の会の熱烈な支持者であり、同党が推進する大阪都構想に賛成している。2020年11月1日、住民投票にて大阪都構想が否決された直後「子供の養育費、給食、塾、妊婦さんの検診費用。他にもたくさんのお得がある♪未来の人の事を、己の給料を削ってまでやってくれた政治家の夢が、今日、散った。最高だった大阪が、一夜で、最悪に変わった」とツイート[34]。更に高齢者に反対層が多かったことを受け「老人から選挙権を取り上げろ」と主張した[35]。
- 同僚芸人に対する友情には篤く、河本準一（次長課長）の実母の生活保護不正受給問題では河本を批判する論者に対してTwitter上でこれを擁護する論陣を張った。だが激論するうちに言葉が激化し、「食物連鎖の一番下の人」との発言が生活保護を受けられず餓死した人を見下すものであると受け止められたことから、インターネット上で大規模な批判を受けた。[36][37]

## 主な出演
単独出演のみを記載。コンビの出演歴についてはブラックマヨネーズを参照。

### テレビ

#### レギュラー番組
現在の出演番組
- ブラマヨ吉田のガケっぱち!!（2012年 - 、パチ・スロ サイトセブンTV） - MC
- 旬感LIVE とれたてっ!（2023年10月3日 - 、関西テレビ）- 火曜レギュラー

過去の出演番組
- 好きか嫌いか言う時間（2015年 - 2017年、TBS） - MC
- ブラマヨ吉田とういちの男舟（2016年 - 2020年) 、日本レジャーチャンネル） - MC
- コロムビアアイドル育成バラエティ14☆少女奮闘記! 〜メジャーデビューへの道〜（2016年、Kawaiian TV） - MC [38]
- あさパラ!→あさパラS（2020年 - 2025年3月、読売テレビ）- 不定期出演

#### 特別番組
＊MCもしくはメインキャスト
- 東野吉田のべしゃり部屋（2019年12月29日、毎日放送）
- 東野&吉田のほっとけない人（2021年1月3日・3月3日・3月10日・9月1日・9月8日・11月17日・2022年1月1日・9月14日・2023年1月1日、毎日放送）
- 山里亮太×吉田敬 ノビシロ社長サミット（2021年8月2日・11月8日、関西テレビ）- MC
- 吉田粗品の選択（2024年1月2日、テレビ朝日）[39]
- 世も末ショートドラマ劇場（2024年10月16日、朝日放送）- MC[40]
- ブラマヨ吉田の激アツ☆ボートレース（2024年12月8日、BSよしもと）

### 映画
- 岸和田少年愚連隊
- 日常（2006年）
- 日常〜恋の声〜（2007年）
- デリバリー?（監督として）

### 配信番組
・ブラマヨ吉田とういちの漢舟（2021年 - 、ボートレース江戸川公式YouTubeチャンネル） - ＭＣ

### CM
- ドウシシャ ROBRO-TV「ROBROの小杉」(2010年3月)
- ひらかたパーク 「ひらパー兄さん」 (2010年4月 - 12月)
- エイチ・アイ・エス 「海外行きたいっすわぁ～」(2010年11月)
- サントリー 金麦 「それぞれの金麦 第1話「花見」」(2011年3月‐)

### イメージキャラクター等
- 日本回胴王決定戦・スペシャルサポーター（2013年 - ）

### PV
- キンモクセイ「金木犀の花」（金木犀e.p.収録曲）

## 著書
- ブラックマヨネーズ吉田敬のぶつぶつ
  - 新書版（ISBN 4847018281、ワニブックス、2009年2月）
  - 文庫版（ISBN 4344419456、幻冬舎、2012年11月）
- 人生は、パチンコで教わった。（ISBN 4847092201、ワニブックス、2014年3月）
- 黒いマヨネーズ（ISBN 4344034317、幻冬舎、2019年2月）